# Monolito de Marte

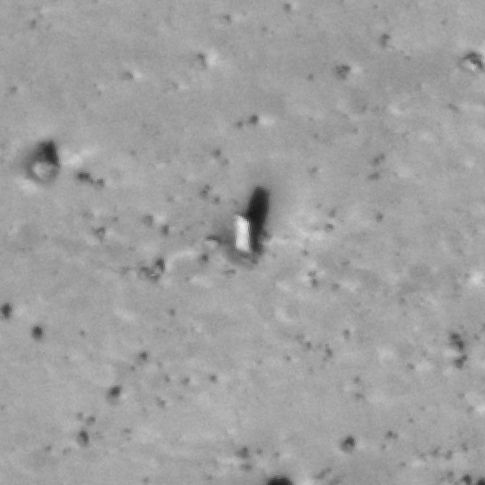
Vista desde el HiRISE PSP_009342_1725
(-7.2S, 267.4 E)

El monolito de Marte es un objeto rectangular (posiblemente sea una roca) descubierto en la superficie de Marte. Se encuentra cerca de un acantilado, del que probablemente se desprendió. Descubierto por la cámara HiRISE que va a bordo del orbitador Mars Reconnaissance Orbiter y tomó fotos desde su órbita, a unos 300 km (180 millas) de distancia. Se estima que mide unos 5 metros de ancho.